# Śródplecze

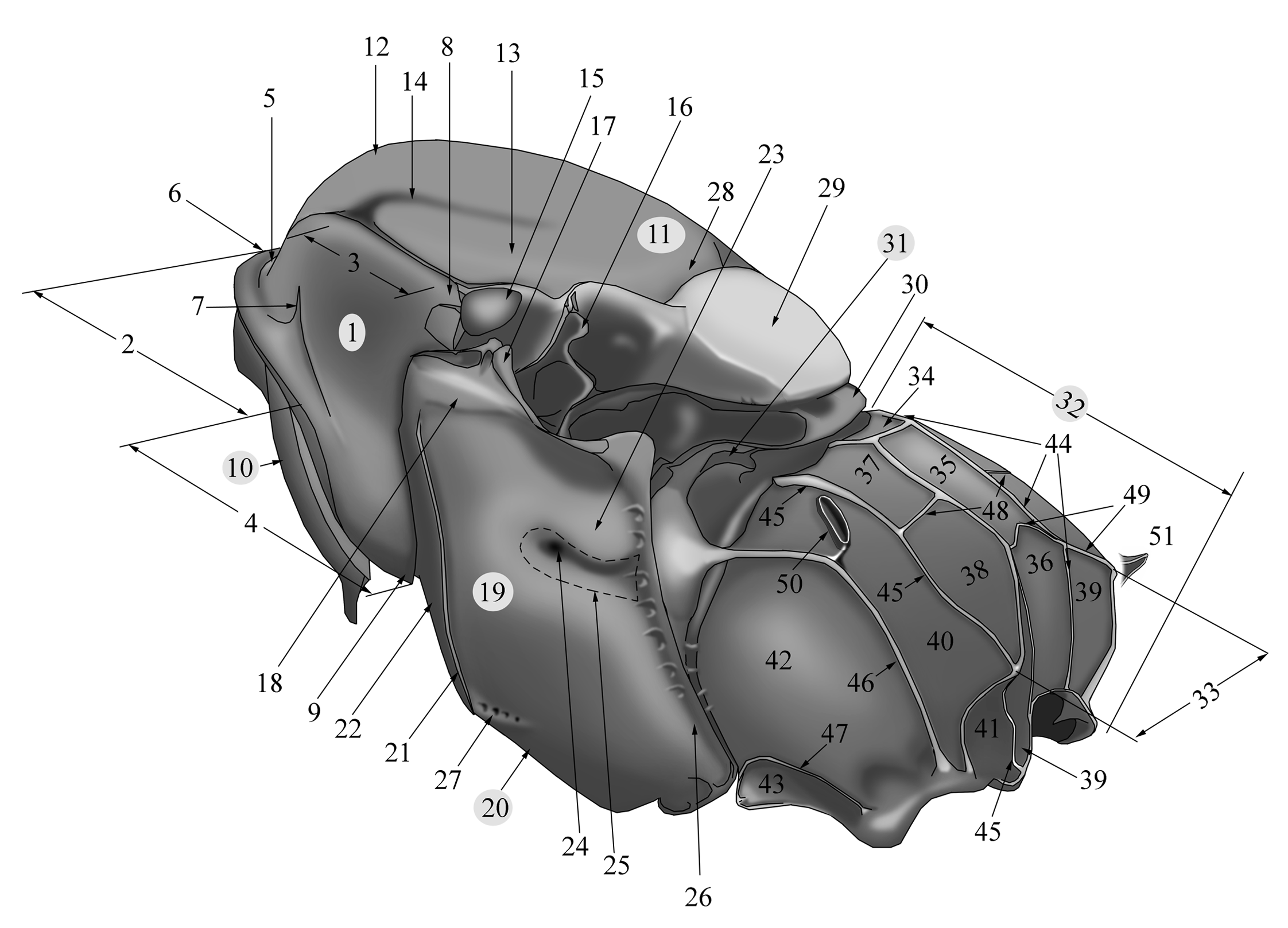
Tułów błonkówki z rodziny grzebaczowatych. Śródplecze oznaczone liczbą 11

Robotnica mrówki. Śródplecze oznaczone liczbą 11

Śródplecze (łac. mesonotum, mesotergum) – grzbietowa płytka (tergit) tułowia sześcionogów, położona na śródtułowiu. U owadów uskrzydlonych wchodzi w skład alinotum, czyli grzbietowej części skrzydłotułowia.
U skrytoszczękich, owadów bezskrzydłych i larw śródplecze jest stosunkowo niewielkie i zbudowane podobnie jak inne tergity. U form uskrzydlonych ulega silnym modyfikacjom, dzięki czemu służy za punkt przyczepu mięśni skrzydłowych oraz samo bierze udział w mechanizmie ruchu skrzydeł. W takim przypadku błoniaste połączenie między śródpleczem a zapleczem ulega redukcji. Jeżeli przednie skrzydła są wykorzystywane w locie to akrotergit i antekosta zaplecza zlewają się z tyłem śródplecza, tworząc zatarczę śródplecza (mesopostnotum).
Po wewnętrznej stronie rozwijają się wzmacniające strukturę śródplecza i stanowiące punkty przyczepu mięśni listewki, które od zewnątrz widoczne są jako szwy rzekome dzielące śródplecze na części. Zwykle są to przedtarcza śródplecza (mesopraescutum), tarcza śródplecza (mesoscutum) i zatarczka śródplecza (mesoscutellum). Przedtarczę od tarczy dzieli sutura praescutalis, a tarczę od zatarczki sutura scutoscutellaris. Występować mogą także inne szwy jak notaulici, sutura transscutalis czy sutura transscutellaris.
Przednie skrzydła osadzone są między tarczą a zatarczką. Na krawędzi skrzydłowej tarczy prawie zawsze występuje przedni grzbietowy wyrostek skrzydłowy, wspierający szyjkę pierwszego sklerytu aksyllarnego. Zwykle obecny jest również tylny grzbietowy wyrostek skrzydłowy, podpierający trzeci skleryt aksyllarny.
U większości muchówek śródplecze zajmuje prawie cały grzbiet tułowia. Występują na nim różnie ukształtowane szwy lub szwów w ogóle brak. U krótkoczułkich szew poprzeczny rozdwaja się na brzegach Y-kształtnie, a w jego widełkach leży zapadnięta płytka przedskrzydłowa. Na przodzie śródplecza występować mogą guzy barkowe, a za skrzydłami guzy zaskrzydłowe. Ważną rolę odgrywa w oznaczaniu chetotaksja śródplecza. Wyróżnia się tu szczecinki środkowe grzbietu, śródplecowe, przedtarczkowe, międzyskrzydłowe, przedskrzydłowe, nadskrzydłowe, zaskrzydłowe, przednie, barkowe, zabarkowe i tarczkowe.